# Église Saint-Pierre de Camiran
Pour les articles homonymes, voir Église Saint-Pierre.
L'église Saint-Pierre est une église catholique située à Camiran, en France.

## Localisation
L'église est située dans le département français de la Gironde, sur la commune de Camiran.

## Historique
L'édifice a été classé au titre des monuments historiques en 1907 pour sa façade et son clocher-mur à deux baies et abri.

## Galerie

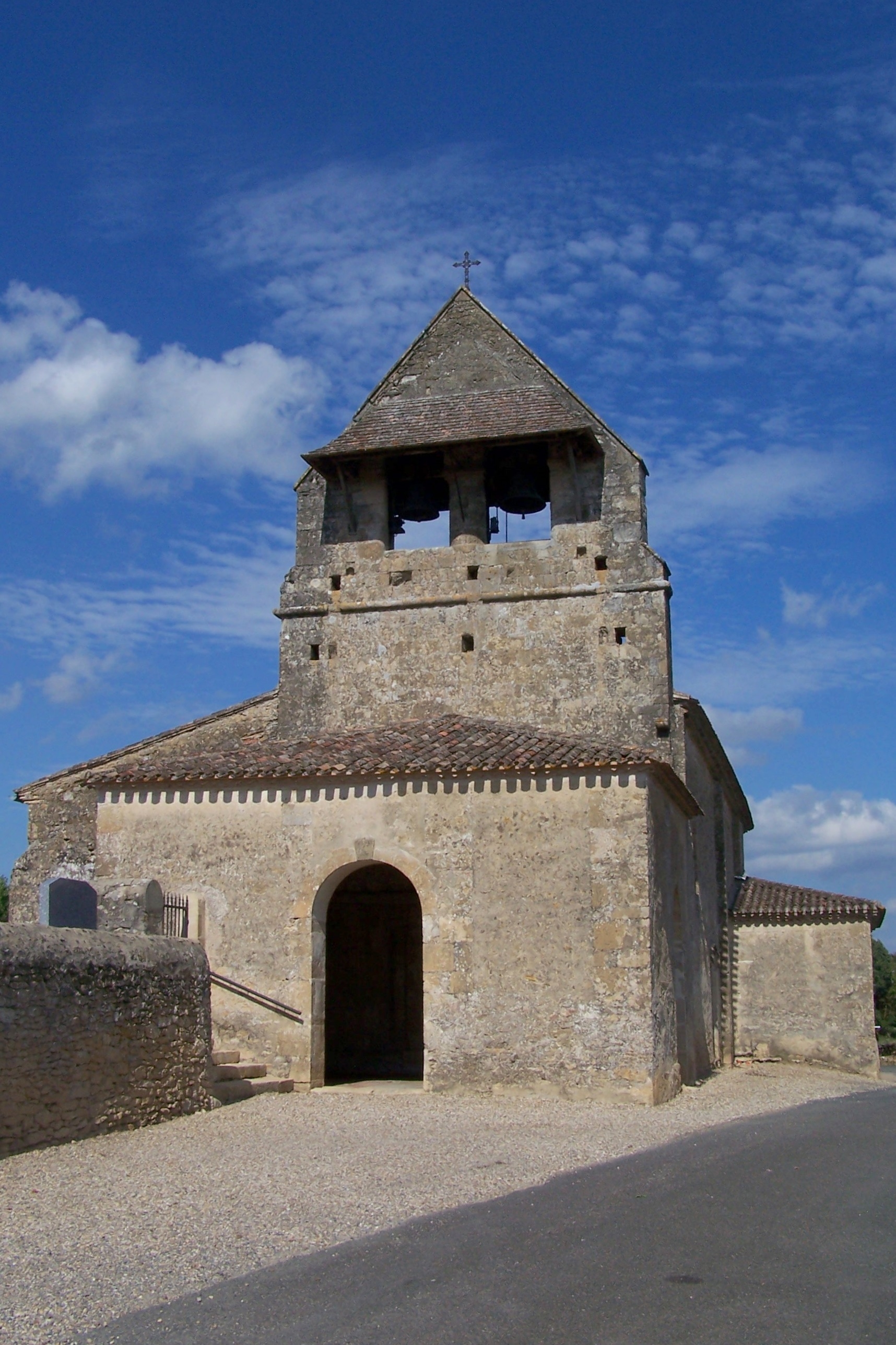
Façade ouest et clocher-mur de l'église (août 2011)
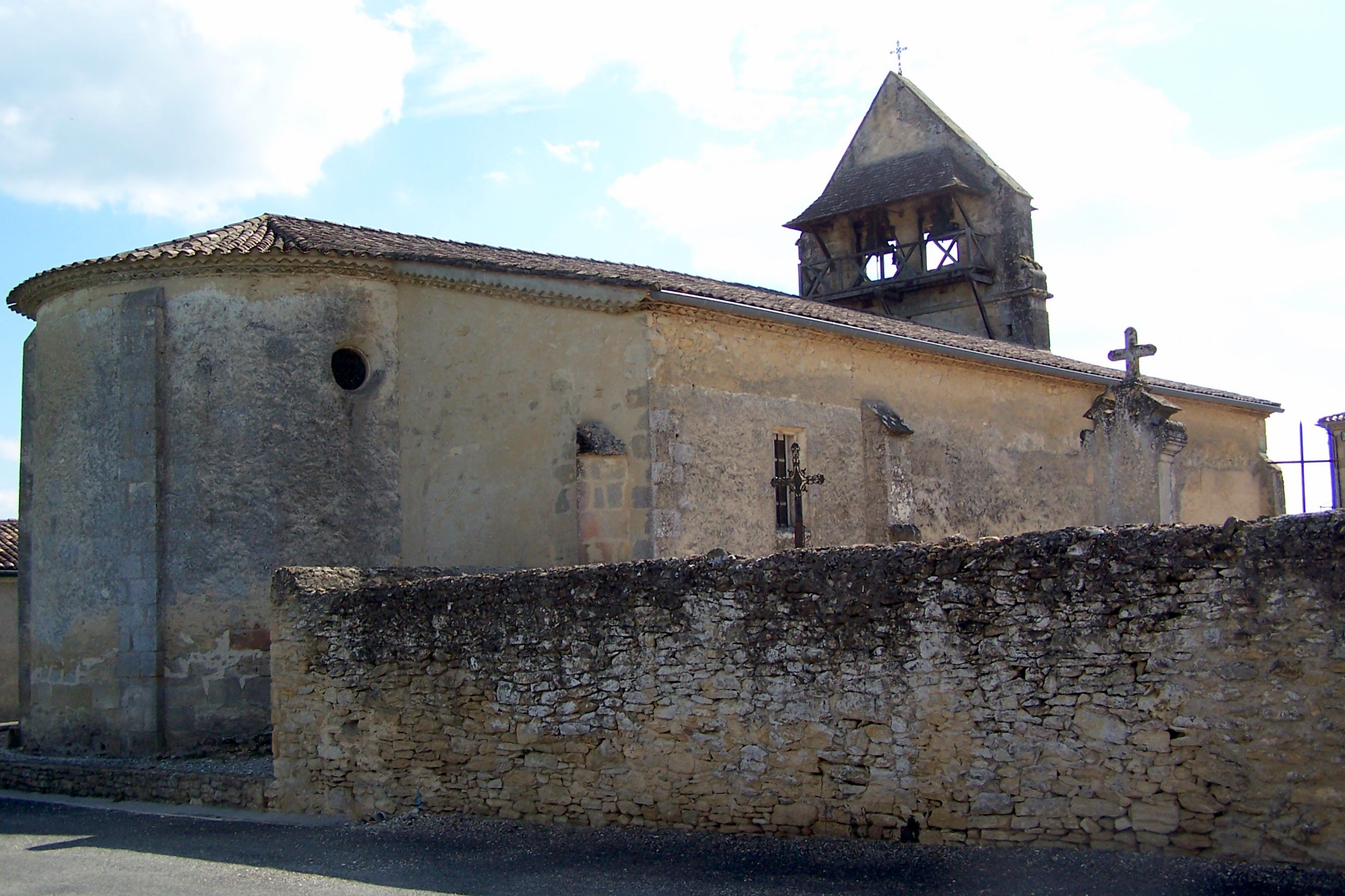
Chevet de l'église (août 2011)
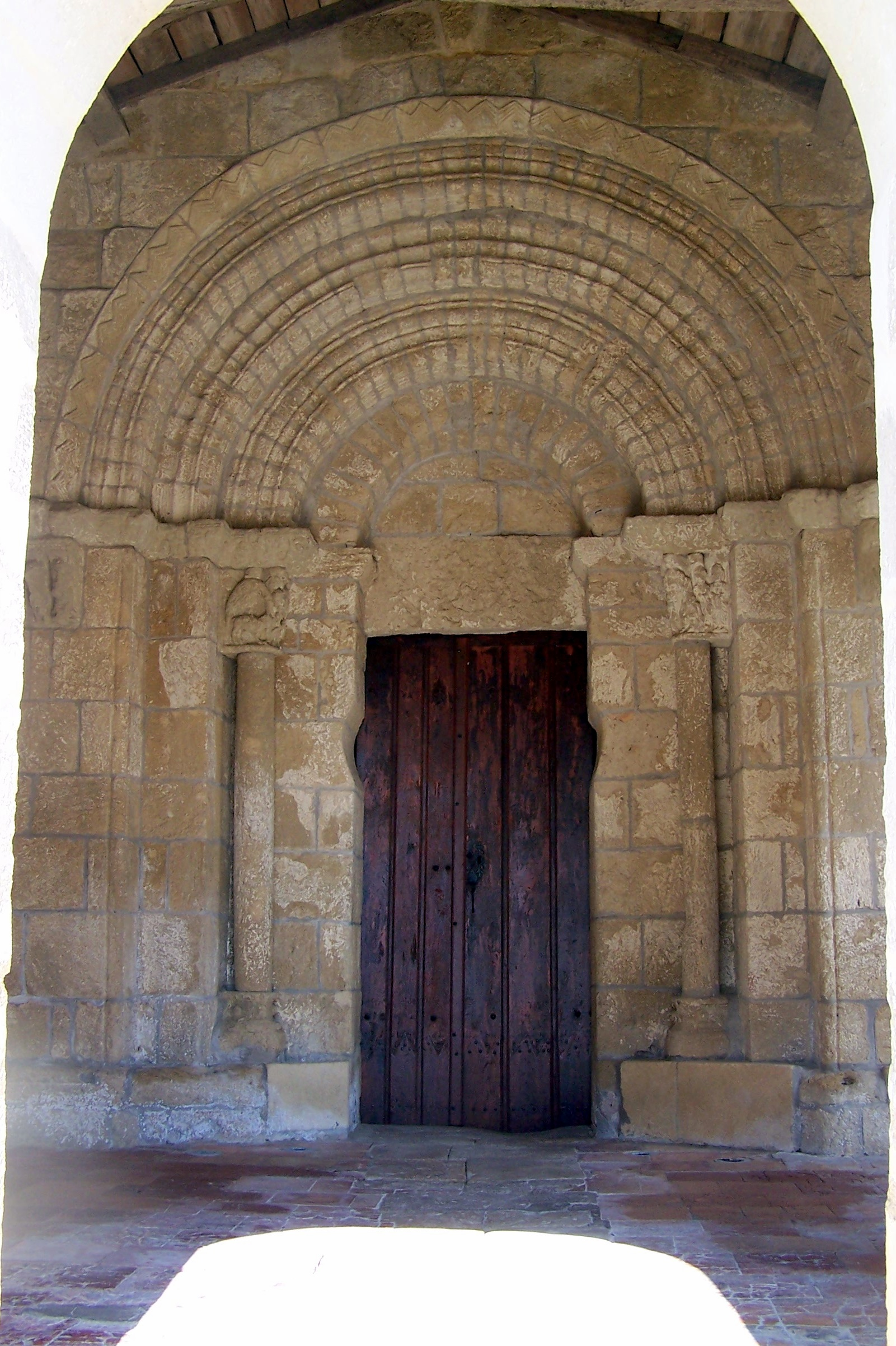
Portail de l'église (août 2011)
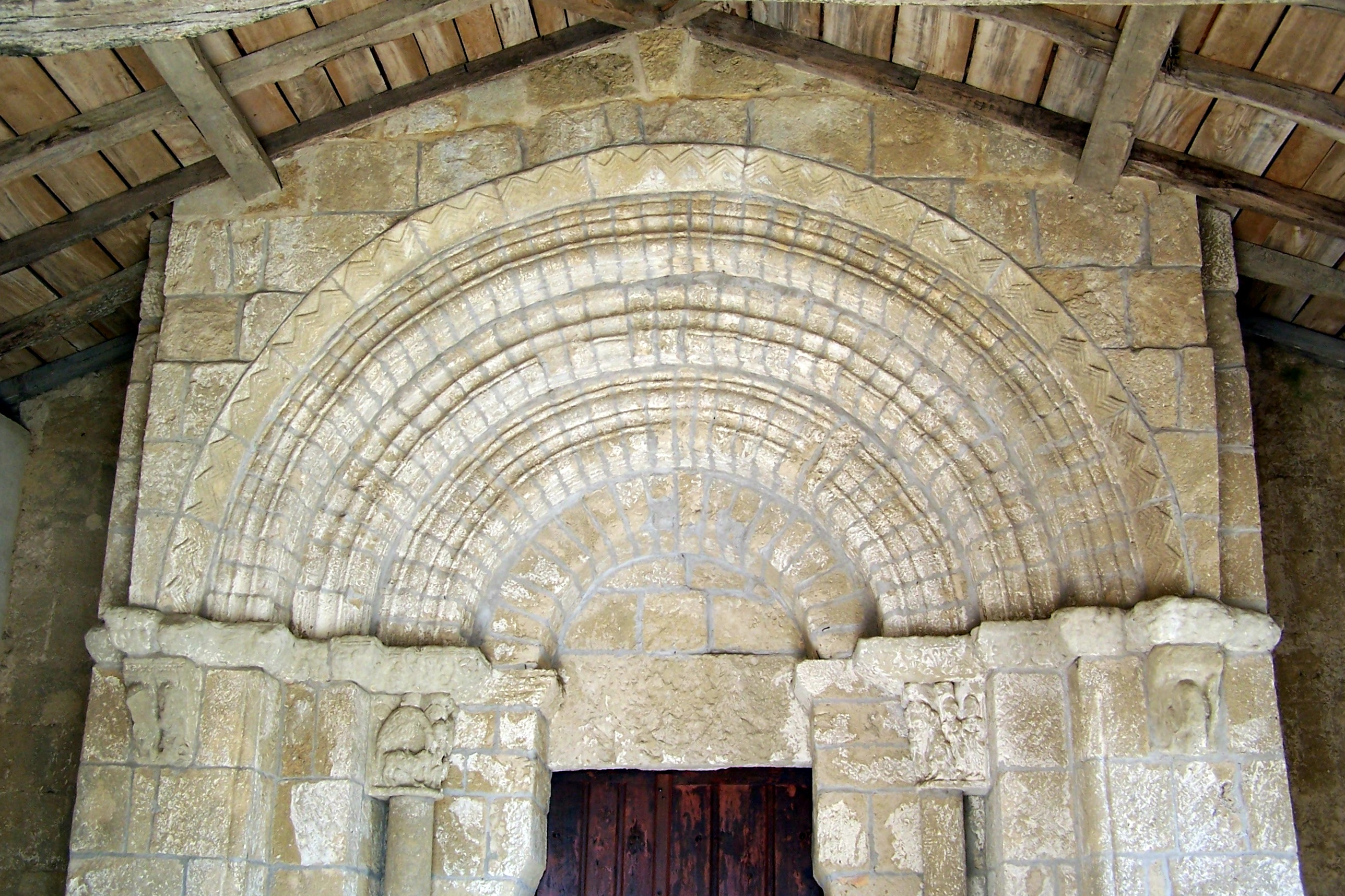
Tympan du portail de l'église (août 2011)
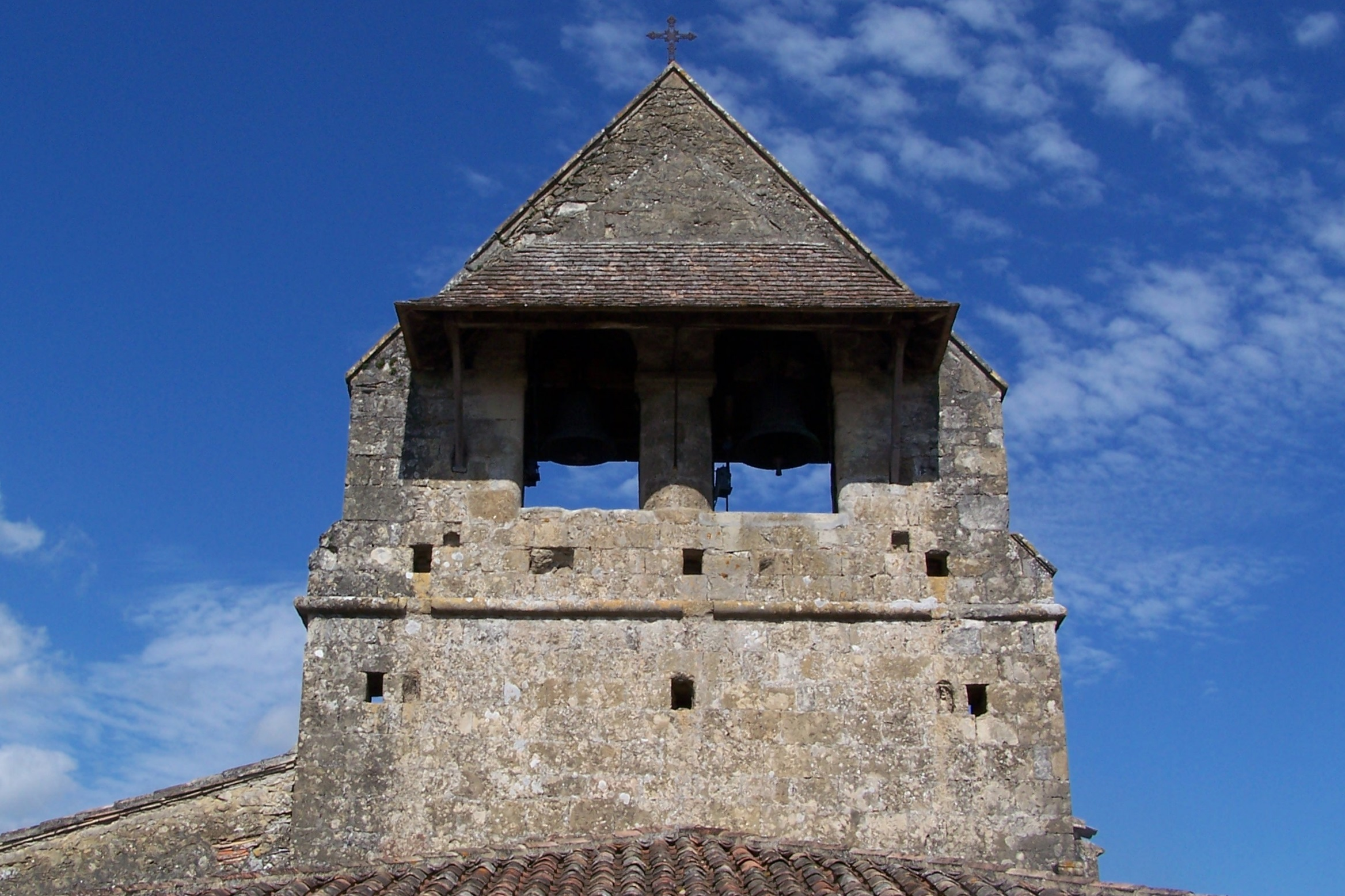
Campanile de l'église (août 2011)